# 斯維季夫卡河
斯維季夫卡河，是東歐的河流，位於烏克蘭和白俄羅斯，屬於烏博爾季河的右支流，發源自烏索韋附近，河道全長58公里，流域面積852平方公里。